# Wedholms AB

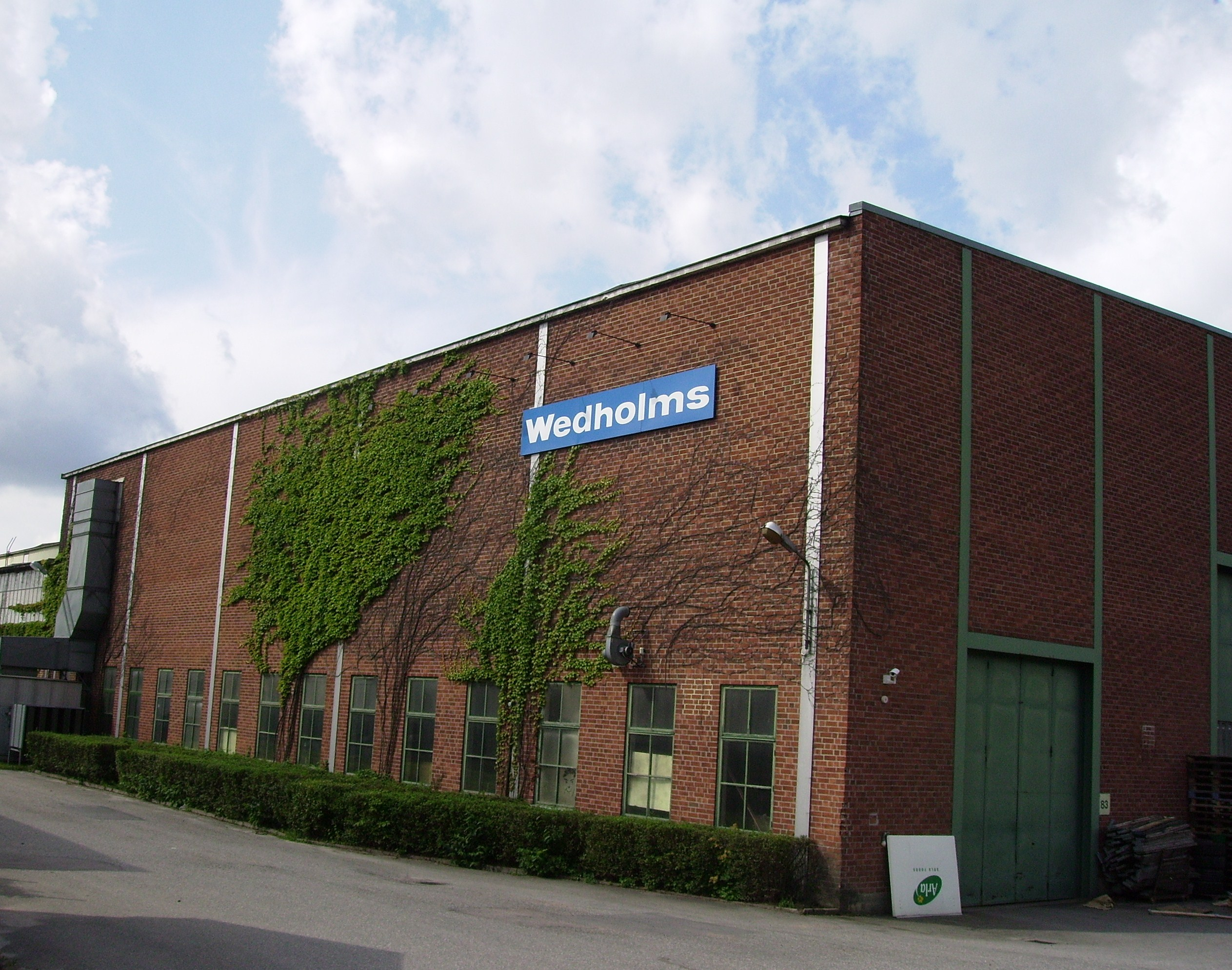
Wedholms AB i Nyköping.

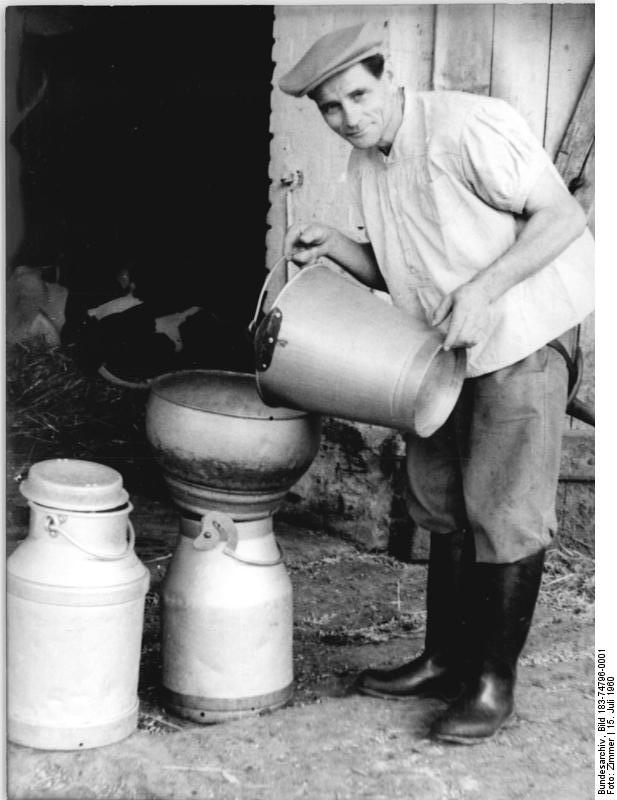
Hantering av mjölk i mjölkkannor, dock inte av Wedholms fabrikat. Bilden är från Östtyskland.

Wedholms AB är ett industriföretag i Nyköping som tillverkar rostfria tankar för mjölkkylning på gården för mejerier och lantbruk. En betydande del av produktionen går idag på export. 
Aktiebolaget C.A. Wedholms mejerikärlsfabrik grundades 1879 av Carl August Wedholm, med verksamhet på Kungsgatan i Nyköping. Nya lokaler byggdes 1948 på Blommenhovsvägen, där företaget fortfarande håller till. Företaget ägdes 1942–1988 av Svenska Mejeriernas Riksförening (SMR). Den ursprungliga produkten var mjölkkannor, men 1957 började man utveckla mjölkkyltankar för bondgårdar i storlekar från 200 till 600 liter. Idag tillverkas de i storlekar från 330 till 30000 liter.
Ursprungligen tillverkades mjölkkyltankar, transporttankar och processtankar inom samma företag men med tiden har det splittrats upp i ett flertal mindre företag varav Wedholms AB behöll mjölkkyltankstillverkningen.
Flera avknoppningar från gamla Wedholms ingår idag i den familjeägda koncernen KWD Group AB, med en sammanlagd omsättning av 350 miljoner kronor (2008) och 200 anställda. Dess struktur är huvudsakligen resultatet av uppköp och avknoppningar under 1990-talet. Idag består koncernen av Wedholms Teknik (14 anställda), Wedholms Komponenter (25 anställda), Wedholm Medical, ABECE (60 anställda) och fastighetsbolaget Wedholms Industrihus, som även räknar Wedholms AB till sina hyresgäster. Wedholms AB ingår dock inte i KWD Group utan står på egna ben.
ABECE tillverkar utrustning för produktion av takpannor av betong. Företaget, som grundades 1919, har haft denna inriktning sedan 1955. Det förvärvades 1995 av KWD Group.
Wedholm Medical hette tidigare Studsvik Instrument och köptes upp år 2000.
Wedholms Rostfria AB, som har 20 anställda i Nyköping och tillverkar tankbilar för mjölk, ägdes under 1990-talet av Hackman, förvärvades sedan av KWD Group, men såldes 2007 till finska Jyki Group, som tillverkar olika slags lastvagnar.